# Anschlag von Raʿanana 2024
Der Anschlag von Raʿanana ereignete sich am 15. Januar 2024 in der Stadt Raʿanana in Israels Zentralbezirk und wird von den israelischen Behörden als Terroranschlag eingestuft. Zwei Palästinenser rammten mit drei gestohlenen Fahrzeugen mehrere Passanten, wobei eine Israelin getötet und 17 weitere Menschen verletzt wurden, elf davon schwer bis lebensgefährlich. Beide Täter konnten kurz darauf festgenommen werden.

## Ablauf
Der Angriff begann zu Schulschluss gegen 13:30 Uhr Ortszeit, als einer der Terroristen auf der Straße Rechov haCharoschet (רְחוֹב הַחֲרֹשֶׁת) eine Frau angriff, ihren schwarzen SUV stahl und damit eine Person und schließlich eine Mauer rammte. Nachdem das Fahrzeug fahruntüchtig geworden war, stahl der Mann ein zweites Fahrzeug und rammte damit zwei weitere Menschen entlang der Straße. Der zweite Terrorist attackierte unterdessen im zentralen Rechov Achusah (רְחוֹב אֲחֻזָּה) eine Frau, stahl ihren weißen PKW und fuhr damit im Anschluss in eine Gruppe von 25 Personen an einer Bushaltestelle, ehe er gegen einen Strommast prallte und zu Fuß floh. Laut Polizei, Sanitätern und Augenzeugen hätten sie auch auf mindestens eines ihrer Opfer eingestochen. Beide Angreifer konnten wenige Minuten nach ihren Taten festgenommen werden. Der Leiter des Zentralbezirks der Polizei, Avi Bitton, teilte mit, dass es sich bei den beiden palästinensischen Männern im Alter von 25 und 44 Jahren um Cousins aus der Stadt Bani Naʿim im südlichen Westjordanland handle, welche sich illegal in Israel aufgehalten und seit drei Tagen in einer Autowaschanlage im Industriegebiet der Stadt gearbeitet hätten. Israels Polizeichef Jaʿaqov Schabtai lobte die schnelle und professionelle Reaktion der Polizei, einschließlich der Abriegelung des Gebiets. Die anschließenden Ermittlungen wurden von der Polizei gemeinsam mit dem Inlandsgeheimdienst Schin Bet geführt. 
Die Opfer des Angriffs wurden in das Meʾir-Hospital in Kfar Saba, das Sourasky-„Ichilov“-Medical-Center in Tel Aviv-Jaffa, das Rabin-Medical Center in Petach Tikwa und das angrenzende Schneider-Childrenʿs-Medical Center gebracht. Das Meʾir-Hospital bestätigte später, dass eine 79-jährige Frau aus Raʿanana ihren Verletzungen erlegen sei. Der Rettungsdienst Magen David Adom teilte weiters mit, dass ein Mann im Alter von 34 Jahren und ein 16-jähriger Jugendlicher lebensgefährlich, sowie neun Menschen schwer und sechs Menschen leicht verletzt worden seien. Unter den Verletzten seien sechs Kinder und ein Jugendlicher. Das französische Ministerium für Europa und Äußeres bestätigte, dass sich unter den Verletzten zwei Franzosen befinden würden.

## Reaktionen
Am 22. Februar 2024 gab ein Sprecher der zuständigen Staatsanwaltschaft bekannt, dass die beiden Täter unter anderem wegen Mordes und terroristischer Straftaten angeklagt werden. Laut Anklageschrift hätten die beiden zuvor geplant, den IDF-Sprecher Avichay Adraee zu ermorden, nachdem sie diesen zufällig in einem Restaurant in Raʿanana gesehen hatten. Da sie diesen trotz allabendlicher Suche in der Gegend nicht mehr antreffen konnten, hätten sie beschlossen, einen alternativen Angriff in der Stadt durchzuführen.
Die Hamas teilte in einer Erklärung mit, dass der Angriff eine „natürliche Reaktion“ auf Israels Krieg in Gaza und im Westjordanland sei und lobte die Täter als „Helden des Volkes“. Die Terrorgruppe rief junge Palästinenser im gesamten Westjordanland und in Jerusalem auf, die Angriffe gegen Israelis zu verschärfen.